# Шабунін Віталій Вікторович
Віта́лій Ві́кторович Шабу́нін (нар. 26 листопада 1984, Рівне, УРСР) — український політичний діяч, голова правління ГО «Центр протидії корупції», колишній член партії «Демократичний альянс», блогер. Голова першої Ради громадського контролю НАБУ (2015—2016). Член Національної ради з питань антикорупційної політики (з 25 червня 2019 по 1 червня 2020).

## Життєпис
2006 року обраний депутатом Рівненської міської ради, під час каденції став помічником депутата ВРУ Віктора Матчука, а потім — Лесі Оробець (партія «Єдиний центр»). 2008 року переїхав до Києва, де приєднався до ГО «Опора», очолив молодіжну організацію «Всеукраїнська фундація регіональних ініціатив».
2012 року був одним із засновників «Центру протидії корупції» (ЦПК) та очолив його правління. Працював протягом року волонтером. 2013 року організація почала отримувати фінансування від міжнародних донорів.
2014 року на дострокових виборах до ВРУ балотувався за списками партії «Громадянська позиція» (№ 5 у виборчому списку). Виступав за впровадження системи електронного декларування.
У червні 2015 року очолив Раду громадського контролю при Національному антикорупційному бюро.
Парафіянин київської протестантської церкви Народ Божий.
Протягом 2013—2017 років був підприємцем, основний вид діяльності — консультування з питань комерційної діяльності й керування[первинне джерело].

### Напади та залякування

#### Підпал будинку
23 липня 2020 року в будинку Шабуніна сталася пожежа. Шабунін заявив, що його будинок у селі Гнідин під Києвом підпалили, й зазначив, що за два тижні до пожежі газова служба перевіряла в будинку лічильник. Поліція відкрила кримінальну справу за фактом підпалу.
Сам Шабунін та очолювана ним ГО «Центр протидії корупції» розцінили підпал як «посягання на його життя та членів його родини». Представництво ЄС в Україні висловило стурбованість пожежею в будинку Шабуніна і закликали до ефективного розслідування. Українське представництво Світового банку висловило стурбованість через пожежу та закликало владу розслідувати подію.
Пізніше на відновлення будинку Шабуніну пожертвували гроші понад 1000 людей на суму більш як $42 тис.. Експертиза підтвердила умисний підпал.

#### Гранати під дверима родичів
30 грудня 2020 року біля входу до квартири матері Віталія в Рівному поліціянти виявили саморобний вибуховий пристрій, що складався з двох гранат і чорної коробки.
Наступного дня ще один вибуховий пристрій знайшли під дверима тещі Шабуніна у Києві, інформацію підтвердили в Нацполіції.

### Участь у війні
У лютому 2022 року  Шабунін мобілізувався до Сил ТрО Після розслідувань, що стосувались Рустема Умерова та його втручання в роботу АОЗ Шабуніна було переведено до відділу логістики в Харків. Після критики законопроєкту про скасування кримінальної відповідальності за злочини в «оборонці» Шабуніна, незважаючи на обмежену придатність, переведели в бойову механізовану бригаду на харківський напрямок.
15 липня 2025 року 57 громадських організацій підписали заяву, в якій заявили що Шабунін є сержантом та проходить службу у 43-тій окремій механізованій бригаді ЗСУ. Того ж дня суд обрав для Шабуніна запобіжний захід у вигляді особистого зобов'язання.

## Громадська діяльність
Заявляє про проведення розслідування корупційних схем владної верхівки часів президентства Януковича та Порошенка. За даними «Центру протидії корупції», відкрито 150 кримінальних справ та здійснено низку реформ.
Критикує колишнього президента Порошенка і членів його партії. При цьому визнає, що будь-яких фінансових операцій через офшори не здійснювалось і предмету розгляду для фіскальних служб немає.
2016 року піддавав критиці політиків, депутата Ігоря Кононенка, звинувативши його у змові з метою перебирання прибутків Міністерства охорони здоров'я, та Миколу Мартиненка. Виступав з різкою критикою генпрокурорів Махніцького, Яреми та Шокіна, послідовно вимагаючи їхньої відставки та покарання. Політичні союзники Шабуніна також атакували Ігоря Щедріна з громадської організації «Медичний контроль» — він був звинувачений у змові з попереднім міністром охорони здоров'я Раїсою Богатирьовою і отриманні прибутків від закупівель ліків МОЗ.
Заявляв про розслідування кримінальних і корупційних схем депутатів Пашинського, Іванющенка та Сергія Клюєва.

## Резонансні події

### Повістка до військкомату
7 червня 2017 року Шабуніну вручили повістку на прибуття до військового комісаріату з документами. Реакцію Шабуніна на вручення повістки критикували блогери. Згодом міністр оборони визнав, що повістка була вручена з порушеннями, та покарав винних. 8 червня 2017 року — саме тоді, коли Шабунін йшов до військкомату, — стався конфлікт між ним та Всеволодом Філімоненком, який представився тоді журналістом видання «Голос народу».

### Конфлікт із Всеволодом Філімоненком
8 червня 2017 року біля Дніпровського військкомату Києва, куди Шабунін прийшов по повістку, у нього стався конфлікт із відеоблогером каналу «Голос народу» Всеволодом Філімоненком.
Останній, за його словами, звернувся до Шабуніна, представляючись у ролі журналіста. Шабунін вдарив Філімоненка по обличчю за образу своєї колеги. У відповідь на це Філімоненко дістав газовий балончик та пирснув в обличчя Шабуніна. Дії обох зафіксовані на відео.
Спочатку Шабуніну інкримінували частину 2 статті 345-1 Кримінального кодексу України, яка передбачає відповідальність за насильство щодо журналіста. Після публічної критики журналістів, які у Філімоненку не визнали журналіста, слідство наступного дня висунуло Шабуніну іншу підозру — у завданні тілесних ушкоджень середньої тяжкості Всеволоду Філімоненку. Рішенням Дніпровського районного суду Києва Шабуніну обрано запобіжний захід у вигляді часткового особистого зобов'язання терміном на 60 діб, за яким Шабунін має повідомляти про зміну місця роботи або проживання.
Через п'ять місяців, 15 січня 2018 року, справу знову перекваліфікували в побиття журналіста.
23 січня 2018 року прокуратура передала до Дніпровського районного суду Києва обвинувальний акт стосовно Віталія Шабуніна. Головуючий суддя у справі — Олена Козачук. Суд продовжувався і далі, до 2024 року.
У 2023 році Філімоненко визнав, що саме на замовлення СБУ він шантажував Вадима Рабиновича, Віталія Шабуніна та інших.